# Liste der denkmalgeschützten Objekte in Stegersbach
Die Liste der denkmalgeschützten Objekte in Stegersbach enthält die 5 denkmalgeschützten, unbeweglichen Objekte der Gemeinde Stegersbach.

## Denkmäler
| Foto |                 | Denkmal                                                                                         | Standort                                       | Beschreibung | Metadaten |
| ---- | --------------- | ----------------------------------------------------------------------------------------------- | ---------------------------------------------- | --- | --- |
| ja   | Datei hochladen | Alte katholische Pfarrkirche hl. Ägidius HERIS-ID: 31805 Objekt-ID: 28798                       | neben Kirchengasse 23 Standort KG: Stegersbach | Pfarre urkundlich seit 1333, zeitweise evangelisch. An die Kirche aus dem 17. Jahrhundert erfolgte 1756 der Anbau eines Sanctuariums. Einfacher Bau mit flachrund geschlossenem Chor; Westturm mit Pyramidenhelm. Zweijochiges Schiff, durch Gurten auf flachen Pilastern geteiltes Tonnengewölbe mit Stichkappen. Dreiachsige Westempore über Platzl- und Kreuzgratgewölben, dazu hochgewölbte Brüstung und breiter rundbogiger Triumphbogen. Im Chorjoch Platzl-, in der Apsis Schalengewölbe. Barocker Hochaltar vom Ende des 18. Jahrhunderts. | BDA-Hist.: Q28912914 Status: § 2a Stand der BDA-Liste: 2025-06-30 Name: Alte katholische Pfarrkirche hl. Ägidius GstNr.: 582 Alte Pfarrkirche Stegersbach               |
| ja   | Datei hochladen | Neue katholische Pfarrkirche hl. Geist HERIS-ID: 31806 Objekt-ID: 28799                         | Kirchengasse 21 Standort KG: Stegersbach       | Der Stahlbetonbau in Form einer aufsteigenden Spirale (Himmelsstiege) wurde von den Architekten 3P (Anton, Egon und Eva Presoly) entworfen und 1974 geweiht. Er ist ein Zentralbau mit abgesenktem Altar und Ausstattung von Thomas Resetarits. | BDA-Hist.: Q15124741 Status: § 2a Stand der BDA-Liste: 2025-06-30 Name: Neue katholische Pfarrkirche hl. Geist GstNr.: 588/7 Neue Pfarrkirche Stegersbach               |
| ja   | Datei hochladen | Flur-/Wegkapelle HERIS-ID: 31826 Objekt-ID: 28819                                               | Neudauer Straße Standort KG: Stegersbach       | | BDA-Hist.: Q37944496 Status: § 2a Stand der BDA-Liste: 2025-06-30 Name: Flur-/Wegkapelle GstNr.: 6250                                                                   |
| ja   | Datei hochladen | Ehem. Kastell Batthyany, heute Regional- und Telegraphenmuseum HERIS-ID: 31814 Objekt-ID: 28807 | Sparkassenplatz 2 Standort KG: Stegersbach     | Ursprünglich wurde das Kastell als Befestigungsanlage der Güssinger Grafen errichtet. Bis ins 16. Jahrhundert war es im Besitz der Familie Szenteleky, dann Batthyány. Das heutige Gebäude, ein zweigeschoßiger Bau mit Arkadengängen über neun Achsen an der Westfront aus dem 17. Jahrhundert vom Baumeister Giovanni Battista Orsolino, ist der Rest einer größeren Gebäudegruppe. Seit 1969 wird es als Museum genutzt. | BDA-Hist.: Q37944444 Status: § 2a Stand der BDA-Liste: 2025-06-30 Name: Ehem. Kastell Batthyany, heute Regional- und Telegraphenmuseum GstNr.: 79/1 Kastell Stegersbach |
| ja   | Datei hochladen | Kapelle hl. Antonius HERIS-ID: 31817 Objekt-ID: 28810                                           | Standort KG: Stegersbach                       | Erbaut 1796, wiederhergestellt nach Brand im Jahr 1874. Kleiner klassizistischer Rundbau mit Kuppel. In der Umgebung befinden sich mehrere Kapellenbildstöcke des 19. Jahrhunderts. | BDA-Hist.: Q37944465 Status: § 2a Stand der BDA-Liste: 2025-06-30 Name: Kapelle hl. Antonius GstNr.: 613                                                                |